# Monopis ethelella
Monopis ethelella är en fjärilsart som beskrevs av Newman 1856. Monopis ethelella ingår i släktet Monopis och familjen äkta malar. Inga underarter finns listade i Catalogue of Life.